# Mauro Cichero (futbolista nacido en 1995)
Mauro Cichero (Caracas, Venezuela, 1 de agosto de 1995) es un futbolista venezolano que juega como delantero en el Forward Madison de la USL League One de Estados Unidos.

## Trayectoria
Cichero se formó como futbolista desde el colegio en Norman, Oklahoma, bajo la dirección de su padre quien era entrenador. Además pasó por las inferiores del Valencia C. F. de España.
A nivel universitario, jugó por los SMU Mustangs de la Universidad Metodista del Sur entre 2014 y 2017. En 2016 jugó por el OKC Energy U-23 de la Premier Development League. Anotó cuatro goles en cuatro encuentros por el OKC.
Fue seleccionado por el FC Dallas en el puesto 29 del SuperDraft de la MLS 2018, sin embargo una lesión no le permitió jugar en la temporada 2019.
En 2020 firmó su primer contrato profesional por el Charleston Battery de la USL Championship. Debutó el 19 de julio de 2020 contra el Birmingham Legion FC.

## Estadísticas
Actualizado al último partido disputado el 19 de julio de 2020.
| Club                              | Div.          | Temporada     | Liga  | Liga  | Copas nacionales | Copas nacionales | Copas internacionales | Copas internacionales | Total | Total |
| Club                              | Div.          | Temporada     | Part. | Goles | Part.            | Goles            | Part.                 | Goles                 | Part. | Goles |
| --------------------------------- | ------------- | ------------- | ----- | ----- | ---------------- | ---------------- | --------------------- | --------------------- | ----- | ----- |
| OKC Energy U-23 Estados Unidos    | 4.ª           | 2016          | 4     | 4     | -                | -                | -                     | -                     | 4     | 4     |
| OKC Energy U-23 Estados Unidos    | Total club    | Total club    | 4     | 4     | 0                | 0                | 0                     | 0                     | 4     | 4     |
| Charleston Battery Estados Unidos | 2.ª           | 2020          | 1     | 0     | 0                | 0                | 0                     | 0                     | 1     | 0     |
| Charleston Battery Estados Unidos | Total club    | Total club    | 1     | 0     | 0                | 0                | 0                     | 0                     | 1     | 0     |
| Total carrera                     | Total carrera | Total carrera | 5     | 4     | 0                | 0                | 0                     | 0                     | 5     | 4     |

## Vida personal
Es hijo del exfutbolista Mauro Cichero, quien fue seleccionado olímpico en Moscú 1980. Sus hermanos Alejandro y Gabriel también son futbolistas profesionales venezolanos.